# 이루마군

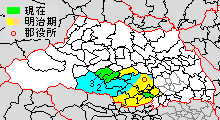
사이타마현 이루마군의 범위. (1.미요시정 2.모로야마정 3.오고세정 하늘색: 후에 대른 군에서 편입된 구역. 연노랑:후에 다른 군으로 편입된 구역

이루마군(일본어: 入間郡, いるまぐん)은 사이타마현의 군이다.
인구 82,060명, 면적 89.79km², 인구밀도 914명/km².(2025년 3월 1일, 추계인구)
이하 3정으로 구성된다.
- 미요시정(三芳町)
- 모로야마정(毛呂山町)
- 오고세정(越生町)

## 군역
위의 3개 정 외에 현재의 행정 구역 상으로 아래의 구역에 해당한다. 고마군에서 편입된 지역은 해당 문서를 참고하라.
- 가와고에시, 도코로자와시, 한노시, 사야마시, 이루마시, 후지미시, 사카도시, 쓰루가시마시, 히다카시, 후지미노시, 도쿄도 미즈호정의 북동부

일부 지역은 인접한 군에서 이루마군으로 편입되었다.
- 히키군 → 이루마군: 가와고에시의 일부(구 우에키촌)
- 지치부군 → 이루마군: 한노시의 일부(구 아가노촌, 나구리촌)

일부 지역은 이루마군에서 인접한 군으로 편입되었다.
- 이루마군 → 기타아다치군: 시키시의 일부(구 무네오카촌), 후지미시의 일부(구 미즈타니촌)
- 이루마군 → 니시타마군 ： 도쿄도 미즈호정의 일부(구 모토사야마촌)

## 역사
7 세기경 - 무사시국의 군으로서 성립하였다.
- 1871년 12월 25일 - 폐번치현 후에 행해진 전국적인 부현 통합과 함께 가와고에현과 통합해 이루마현이 되었다.
- 1873년 6월 15일 - 이루마현이 군마현과 합병해 구마가야현이 되었다.
- 1876년 8월 21일 - 구마가야현 가운데, 구 이루마현 부분이 사이타마현과 합병하였다.
- 1878년 7월 22일 - 군구정촌 편제법 제정과 함께, 사이타마현에 속하는 부분으로서의 이루마군이 탄생하였다.

### 정촌제 시행 이후
- 1889년 4월 1일 - 정촌제 시행으로, 아래의 정촌이 발족.(4정 46촌)

- 가와고에정(川越町): 현 가와고에시
- 요시노촌(芳野村): 현 가와고에시
- 후루야촌(古谷村): 현 가와고에시
- 미나미후루야촌(南古谷村): 현 가와고에시
- 센바촌(仙波村): 현 가와고에시
- 다카시나촌(高階村): 현 가와고에시
- 후쿠오카촌(福岡村): 현 후지미노시
- 오이촌(大井村): 현 후지미노시
- 쓰루세촌(鶴瀬村): 현 후지미시
- 난바타촌(南畑村): 현 후지미시
- 무네오카촌(宗岡村): 현 시키시
- 미즈타니촌(水谷村): 현 후지미시
- 미요시촌(三芳村): 현 미요시정
- 야나세촌(柳瀬村): 현 도코로자와시
- 마쓰이촌(松井村): 현 도코로자와시
- 도미오카촌(富岡村): 현 도코로자와시
- 도코로자와정(所沢町): 현 도코로자와시
- 아라하타촌(荒幡村), 기타아키쓰촌(北秋津村), 구메촌(久米村), 야마구치촌(山口村), 가미야마구치촌(上山口村), 쇼라쿠지촌(勝楽寺村): 현 도코로자와시
- 고테사시촌(小手指村): 현 도코로자와시
- 미카지마촌(三ヶ島村): 현 도코로자와시
- 모토사야마촌(元狭山村): 현 이루마시, 도쿄도 니시타마군 미즈호정.
- 미야데라촌(宮寺村): 현 이루마시
- 가네코촌(金子村): 현 이루마시
- 히가시카네코촌(東金子村): 현 이루마시
- 도요오카정(豊岡町): 현 이루마시
- 후지사와촌(藤沢村): 현 이루마시
- 이리마촌(入間村): 현 사야마시
- 호리카네촌(堀兼村): 현 사야마시
- 후쿠하라촌(福原村): 현 가와고에시
- 오쿠토미촌(奥富村): 현 사야마시
- 이루마가와촌(入間川村): 현 사야마시
- 닛토촌(日東村): 현 가와고에시
- 오타촌(大田村): 현 가와고에시
- 다노모자와촌(田面沢村): 현 가와고에시
- 야마다촌(山田村): 현 가와고에시
- 미요시노촌(三芳野村): 현 사카도시
- 스구로촌(勝呂村): 현 사카도시
- 사카도촌(坂戸村): 현 사카도시
- 닛사이촌(入西村): 현 사카도시
- 오야촌(大家村): 현 사카도시
- 가와카도촌(川角村): 현 모로야마정
- 모로촌(毛呂村): 현 모로야마정
- 다키노이리촌(滝野入村): 현 모로야마정
- 오고세정(越生町): 현 오고세정
- 우메소노촌(梅園村): 현 오고세정

- 1891년

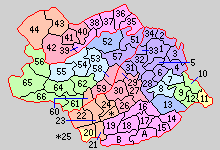
1.가와고에정 2.요시노촌 3.후루야촌 4.미나미후루야촌 5.센바촌 6.다카시나촌 7.후쿠오카촌 8.오이촌 9.쓰루세촌 10.난바타촌 11.무네오카촌 12.미즈타니촌 13.미요시촌 14.야나세촌 15.마쓰이촌 16.도미오카촌 17.도코로자와정 18.고테사시촌 19.미카지마촌 20.모토사야마촌 21.미야데라촌 22.가네코촌 23.히가시카네코촌 24.도요오카정 25.후지사와촌 26.이리마촌 27.호리카네촌 28.후쿠하라촌 29.오쿠토미촌 30.이루마가와촌 31.닛토촌 32.오타촌 33.다노모자와촌 34.야마다촌 35.미요시노촌 36.스구로촌 37.사카도촌 38.닛사이촌 39.오야촌 40.가와카도촌 41.모로촌 42.다키노이리촌 43.오고세정 44.우메소노촌 51.나구와시촌 52.쓰루가시마촌 53.다카하기촌 54.고마가와촌 55.고마촌 56.히가시아가노촌 57.가스미가세키촌 58.가시와바라촌 59.미즈토미촌 60.모토카지촌 61.가지촌 62.세이메이촌 63.한노정 64.하라이치바촌 65.미나미코마촌 A.아즈마조합촌 B.야마구치조합촌

  - 5월 1일 - 아즈마조합촌(아라하타촌·기타아키쓰촌·구메촌)이 합병하여 아즈마촌(吾妻村)이 발족.(4정 44촌)
  - 8월 14일 - 이루마가와촌이 정제 시행으로 이루마가와정(入間川町)이 됨.(5정 43촌)
  - 8월 20일 - 다키노이리촌이  야마네촌(山根村)으로 개칭.
- 1896년
  - 4월 1일 - 이루마군·고마군 및 히키군의 일부를 합쳐 새로이 이루마군이 발족. 아래의 정촌이 이루마군 소속이 됨.(6정 58촌)
    - 구 고마군(1정 14촌) - 나구와시촌(名細村), 쓰루가시마촌(鶴ヶ島村), 다카하기촌(高萩村), 고마가와촌(高麗川村), 고마촌(高麗村), 히가시아가노촌(東吾野村), 가스미가세키촌(霞ヶ関村), 가시와바라촌(柏原村), 미즈토미촌(水富村), 모토카지촌(元加治村), 가지촌(加治村), 세이메이촌(精明村), 한노정(飯能町), 하라이치바촌(原市場村), 미나미코마촌(南高麗村)
    - 구 히키군(1촌) - 우에키촌(植木村)

  - 12월 10일 - 사카도촌이 정제 시행으로 사카도정(坂戸町)이 됨.(7정 57촌)
- 1902년 6월 1일 - 야마구치조합촌(야마구치촌·가미야마구치촌·쇼라쿠지촌)이 합병하여, 새로이 야마구치촌(山口村)이 발족.(7정 55촌)
- 1921년 7월 1일 - 지치부군 나구리촌(名栗村)·아가노촌(吾野村)(모두 현 한노시)이 이루마군 소속으로 변경.(7정 57촌)
- 1922년 12월 1일 - 가와고에정·센바촌이 합병하여 가와고에시(川越市)가 되어, 군에서 이탈.(6정 56촌)
- 1938년 5월 1일 - 우에키촌이 요시노촌·후루야촌에 분할편입.(6정 55촌)
- 1939년
  - 4월 1일 - 야마네촌의 일부가 고마가와촌에, 잔여부가 모로촌에 편입. 모로촌은 개칭 및 정제 시행으로 모로야마정(毛呂山町)이 됨.(7정 53촌)
  - 12월 1일 - 다노모자와촌이 가와고에시에 편입.(7정 52촌)
- 1943년
  - 4월 1일(7정 43촌)
    - 도코로자와정·마쓰이촌·도미오카촌·고테사시촌·아즈마촌·야마구치촌이 합병하여, 새로이 도코로자와정(所沢町)이 발족.
    - 한노정·세이메이촌·모토카지촌·가지촌·미나미코마촌이 합병하여, 새로이한노정(飯能町)이 발족.

  - 11월 3일 - 오타촌·닛토촌이 합병하여 다이토촌(大東村)이 발족.(7정 42촌)
- 1944년 2월 11일 - 무네오카촌·미즈타니촌이 기타아다치군 시키정과 우치마기촌의 일부를 합병하여 기타아다치군 시키정이 발족, 군에서 이탈[1].(7정 40촌)
- 1950년 11월 3일 - 도코로자와정이 시제 시행으로 도코로자와시(所沢市)가 되어, 군에서 이탈.(6정 40촌)
- 1954년
  - 1월 1일 - 한노정이 시제 시행으로 한노시(飯能市)가 되어, 군에서 이탈.(5정 40촌)
  - 4월 1일 - 히가시카네코촌이 한노시의 일부(구 모토카지촌의 일부)를 편입한 후 정제 시행, 개칭하여 세이부정(西武町)이 됨.(6정 39촌)
  - 7월 1일(5정 30촌)
    - 이루마가와정·오쿠토미촌·이리마촌·호리카네촌·가시와바라촌·미즈토미촌이 합병하여 사야마시(狭山市)가 발족, 군에서 이탈.
    - 사카도정·스구로촌·미요시노촌·닛사이촌·오야촌이 합병하여, 새로이 사카도정(坂戸町)이 발족.
- 1955년
  - 2월 11일(6정 27촌)
    - 오고세정·우메소노촌이 합병하여, 새로이 오고세정(越生町)이 발족.
    - 고마가와촌·고마촌이 합병하여, 히다카정(日高町)이 발족.

  - 4월 1일(6정 15촌)
    - 요시노촌·야마다촌·후루야촌·미나미후루야촌·다카시나촌·후쿠하라촌·다이토촌·나구와시촌·가스미가세키촌이 가와고에시에 편입.
    - 야나세촌·미카지마촌이 도코로자와시에 편입.
    - 모로야마정·가와카도촌이 합병하여, 새로이 모로야마정(毛呂山町)이 발족.
- 1956년
  - 9월 20일 - 다카하기촌이 히다카정에 편입.(6정 14촌)
  - 9월 30일(6정 7촌)
    - 히가시아가노촌·하라이치바촌·아가노촌이 한노시에 편입.
    - 도요오카정·후지사와촌·미야데라촌·가네코촌·세이부정의 일부(구 히가시카네코촌의 일부)가 합병하여 が合併して무사시정(武蔵町)이 발족.
    - 쓰루세촌·난바타촌이 기타다아치군 미즈타니촌과 합병하여 후지미촌(富士見村)이 발족.
- 1958년
  - 10월 14일 - 모토사야마촌의 일부가 무사시정에 편입.
  - 10월 15일 - 모토사야마촌의 잔여부가  도쿄도 니시타마군 미즈호정에 편입되어, 군에서 이탈.(6정 6촌)
- 1960년 11월 3일 - 후쿠오카촌이 정제 시행으로 후쿠오카정(福岡町)이 됨.(7정 5촌)
- 1964년 4월 1일 - 후지미촌이 정제 시행으로 후지마정(富士見町)이 됨.(8정 4촌)
- 1966년
  - 4월 1일 - 쓰루가시마촌이 정제 시행으로 쓰루가시마정(鶴ヶ島町)이 됨.(9정 3촌)
  - 11월 1일 - 무사시정이 이루마정(入間町)으로 개칭 후, 시제 시행으로 이루마시(入間市)가 되어, 군에서 이탈.(8정 3촌)
  - 11월 3일 - 오이촌이 정제 시행으로 오이정(大井町)이 됨.(9정 2촌)
- 1967년 4월 1일 - 세이부정이 이루마시에 편입.(8정 2촌)
- 1970년 11월 3일 - 미요시촌이 정제 시행으로 미요시정(三芳町)となる.(9정 1촌)
- 1972년
  - 4월 9일 - 후쿠오카정이 개칭, 시제 시행으로 가미후쿠오카시(上福岡市)가 되어, 군에서 이탈.(8정 1촌)
  - 4월 10일 - 후지미정이 시제 시행으로 후지미시(富士見市)가 되어, 군에서 이탈.(7정 1촌)
- 1976년 9월 1일 - 사카도정이 시제 시행으로 사카도시(坂戸市)가 되어, 군에서 이탈.(6정 1촌)
- 1991년
  - 9월 1일 - 쓰루가시마정이 시제 시행으로 쓰루가시마시(鶴ヶ島市)가 되어, 군에서 이탈.(5정 1촌)
  - 10월 1일 - 히다카정이 시제 시행으로 히다카시(日高市)가 되어, 군에서 이탈.(4정 1촌)
- 2005년
  - 1월 1일 - 나구리촌이 한노시에 편입.(4정)
  - 10월 1일 - 오이정이 가미후쿠오카시과 합병하여 후지미노시(ふじみ野市)가 발족, 군에서 이탈.(3정)